# Добардан!
Добардан! је први албум српске рок групе Деца лоших музичара. Првобитно издат за Сорабиа диск из Ниша (LP), након пропасти те издавачке куће доживљава и CD/MC издање код Take It Or Leave It Records из Београда. Албум је групу учинио најпопуларнијом српском групом у то време, а на њему су скоро све песме биле хитови.

## Песме
Музика, текстови и аранжмани ДЛМ.
1. „Кредитна картица“ - 2:34
2. „Цртица“ - 0:38
3. „Зека“ - 4:44
4. „СЕАФ“ - 3:46
5. „Волим те цвете“ - 3:07
6. „Доживотно осуђен на љубав“ - 3:18
7. „Добардан!“ - 3:57
8. „Мара“ - 2:43
9. „Ја сам твој човек“ * - 2:41
10. „Њена је њена је“ * - 2:50
11. „Толеранција“ - 2:15
12. „Љубомора“ - 2:48
13. „Балада о Ћутану Јечменици“ - 4:30

* бонус на CD издању

## Музичари

#### Чланови групе
- Сиља - глас
- Жика - бас
- Јоца - гитара
- Микац - бубњеви

## Остало
- Продукција: Влада Жежељ
- Дизајн омота: Момчило Рајин, коаутор за CD издање Ранко Томић
- Фотографије групе (CD издање): Небојша Бабић